# Elecciones municipales de Puno de 1966
Las elecciones municipales de Puno de 1966 se llevaron a cabo el 15 de diciembre de 1966 para elegir al alcalde y al Concejo Provincial de Puno para el periodo 1967-1969. La elección se celebró simultáneamente con elecciones municipales en todo el país.

## Sistema electoral
La Municipalidad Provincial de Puno es el órgano administrativo y de gobierno de la provincia de Puno. Está compuesta por el alcalde y el Concejo Provincial.
La votación del alcalde y el concejo se realiza en base al sufragio universal alfabeto, que comprende a todos los ciudadanos nacionales y no nacionales mayores de veintiún años, empadronados y residentes en la provincia de Puno y en pleno goce de sus derechos políticos.
El Concejo Provincial de Puno está compuesto por 14 concejales elegidos por sufragio directo para un período de tres (3) años, en forma conjunta con la elección del alcalde (quien lo preside). La votación es por lista cerrada y bloqueada. Se asigna a cada lista los escaños según el método d'Hondt.

## Composición del Concejo Provincial de Puno
La siguiente tabla muestra la composición del Concejo Provincial de Puno antes de las elecciones.
| Partidos | Partidos                                                    | Concejales |
| -------- | ----------------------------------------------------------- | ---------- |
|          | Alianza Acción Popular - Democracia Cristiana               | 7          |
|          | Lista Independiente de Trabajadores y Campesinos            | 3          |
|          | Lista Independiente del Frente Patriótico                   | 3          |
|          | Coalición Partido Aprista Peruano - Unión Nacional Odriísta | 1          |

## Partidos y candidatos
A continuación se muestra una lista de los principales partidos y alianzas electorales que participaron en las elecciones:
| Candidatura | Candidatura | Partidos y alianzas | Candidatos | Candidatos              | Ideología                                           | Resultado previo | Resultado previo | Ref. |
| Candidatura | Candidatura | Partidos y alianzas | Candidatos | Candidatos              | Ideología                                           | Votos (%)        | Con.             | Ref. |
| ----------- | ----------- | --- | ---------- | ----------------------- | --------------------------------------------------- | ---------------- | ---------------- | ---- |
|             | AP–DC       | Lista - Alianza Acción Popular - Democracia Cristiana (AP–DC) – Acción Popular (AP) – Partido Demócrata Cristiano (DC)                          |            | Carlos Santander García | Liberalismo Humanismo Democracia cristiana          | 43.12%           | 7                |      |
|             | APRA–UNO    | Lista - Coalición Partido Aprista Peruano - Unión Nacional Odriísta (APRA–UNO) – Partido Aprista Peruano (APRA) – Unión Nacional Odriísta (UNO) |            | Pedro Urday Zúñiga      | Aprismo Conservadurismo social Populismo de derecha | 9.99%            | 1                |      |
|             | IND         | Lista - Lista Independiente del Frente Patriótico Socialista                                                                                    |            | Luis Quintanilla Torres | Localismo puneño                                    | Nuevo            | Nuevo            |      |
|             | IND         | Lista - Lista Independiente del Frente Cívico de Puno                                                                                           |            | Miguel Zamalloa Lovón   | Localismo puneño                                    | Nuevo            | Nuevo            |      |
|             | IND         | Lista - Lista Independiente de Trabajadores y Campesinos                                                                                        |            | José Gonzales Zúñiga    | Localismo puneño                                    | Nuevo            | Nuevo            |      |

## Resultados

### Sumario general
|                        |                                                                        |              |              |              |            |            |
| Partidos y coaliciones | Partidos y coaliciones                                                 | Voto popular | Voto popular | Voto popular | Concejales | Concejales |
| Partidos y coaliciones | Partidos y coaliciones                                                 | Votos        | %            | +/−          | Total      | +/−        |
|                        | Alianza Acción Popular - Democracia Cristiana (AP–DC)                  | 4,455        | 40.76        | –2.36        | 6          | –1         |
|                        | Lista Independiente del Frente Patriótico Socialista                   | 2,150        | 19.67        | n/a          | 3          | +3         |
|                        | Lista Independiente del Frente Cívico de Puno                          | 1,945        | 17.80        | n/a          | 0          | ±0         |
|                        | Coalición Partido Aprista Peruano - Unión Nacional Odriísta (APRA–UNO) | 1,775        | 16.24        | +6.25        | 2          | +1         |
|                        | Lista Independiente de Trabajadores y Campesinos                       | 605          | 5.54         | n/a          | 3          | +3         |
|                        |                                                                        |              |              |              |            |            |
| Total                  | Total                                                                  | 10,930       |              |              | 14         | ±0         |
|                        |                                                                        |              |              |              |            |            |
| Votos válidos          | Votos válidos                                                          | 10,930       | 85.16        | –4.29        |            |            |
| Votos en blanco        | Votos en blanco                                                        | 957          | 7.46         | +1.86        |            |            |
| Votos nulos            | Votos nulos                                                            | 948          | 7.39         | +2.44        |            |            |
| Votos emitidos         | Votos emitidos                                                         | 12,835       | n/a          | n/a          |            |            |
| Abstenciones           | Abstenciones                                                           | n/d          | n/a          | n/a          |            |            |
| Votantes registrados   | Votantes registrados                                                   | n/d          |              |              |            |            |
|                        |                                                                        |              |              |              |            |            |
| Fuente:                |                                                                        |              |              |              |            |            |

## Elecciones municipales distritales

### Resultados por distrito
La siguiente tabla enumera el control de los distritos de la provincia de Puno. El cambio de mando de una organización política se resalta del color de ese partido.
| Distrito    | Alcalde(sa) titular                                       | Partido político                                          | Partido político                                          | Alcalde(sa) electo(a)     | Partido político | Partido político           |
| ----------- | --------------------------------------------------------- | --------------------------------------------------------- | --------------------------------------------------------- | ------------------------- | ---------------- | -------------------------- |
| Ácora       | Samuel Flores Mamani                                      |                                                           | Trabajadores y Campesinos                                 | Eulogio Flores Reyna      |                  | Alianza AP-DC              |
| Amantaní    | Creación del distrito (Ley N° 15489, 9 de abril de 1965)  | Creación del distrito (Ley N° 15489, 9 de abril de 1965)  | Creación del distrito (Ley N° 15489, 9 de abril de 1965)  | Ignacio Calsin Yanarico   |                  | Trabajadores y Campesinos  |
| Atuncolla   | Manuel Paredes Cahuapaza                                  |                                                           | Cívico Popular                                            | Alcides Tiznado Colca     |                  | Independiente de Atuncolla |
| Capachica   | Ángel Umiña Flores                                        |                                                           | Trabajadores y Campesinos                                 | Justo Pacompia Soto       |                  | Coalición APRA-UNO         |
| Chucuito    | Elías Pacho Huanca                                        |                                                           | Trabajadores y Campesinos                                 | Alejandro León Chanini    |                  | Trabajadores y Campesinos  |
| Coata       | Fortunato Amanqui Mamani                                  |                                                           | Trabajadores y Campesinos                                 | Santos Quispe Ito         |                  | Trabajadores y Campesinos  |
| Huata       | Víctor Pari Calatayud                                     |                                                           | Trabajadores y Campesinos                                 | José Zapana Calsin        |                  | Trabajadores y Campesinos  |
| Mañazo      | Evaristo Cossio Luna                                      |                                                           | Alianza AP-DC                                             | Francisco Guevara Ortega  |                  | Trabajadores y Campesinos  |
| Paucarcolla | Félix Contreras Velásquez                                 |                                                           | Trabajadores y Campesinos                                 | Primitivo Salas Velásquez |                  | Alianza AP-DC              |
| Pichacani   | Juan Japura Cahuana                                       |                                                           | Trabajadores y Campesinos                                 | Ignacio Sardón Colque     |                  | Trabajadores y Campesinos  |
| Platería    | Creación del distrito (Ley N° 15018, 25 de abril de 1964) | Creación del distrito (Ley N° 15018, 25 de abril de 1964) | Creación del distrito (Ley N° 15018, 25 de abril de 1964) | Mario Mendoza Agramonte   |                  | Alianza AP-DC              |
| San Antonio | Sin información disponible                                | Sin información disponible                                | Sin información disponible                                | Juan Ticona               |                  | Trabajadores y Campesinos  |
| Tiquillaca  | Sin información disponible                                | Sin información disponible                                | Sin información disponible                                | Félix Gonzales Tito       |                  | Alianza AP-DC              |
| Vilque      | Lorenzo Lipa Quispe                                       |                                                           | Alianza AP-DC                                             | Honorio Guevara           |                  | Alianza AP-DC              |